# Есатпаша
„Есатпаша“ (на турски: Esatpaşa) е квартал в район „Аташехир“ в азиатската част на Истанбул. На север граничи с квартал „Джумхуриет“ в район Юскюдар, на изток с квартал „Aшък Вейсел“, на юг и запад с квартал „Йорнек“ в район Аташехир и на запад с квартал „Фетих“ в район Aташехир.
Кварталът е на мястото на бившия чифлик на Есат паша, османски генерал.
Кварталът е организиран през 1969 г. и включва три гимназии, две основни училища, три джамии и десет парка.